# Мартин Родбел
Мартин Родбел (енгл. Martin Rodbell; Балтимор, 1. децембар 1925 — Чапел Хил, 7. децембар 1998) је био амерички биохемичар и молекуларни ендокринолог, који се прославио открићем Г-протеина и улогом протеина у преносу сигнала у ћелијама. За ово откриће додељена му је Нобелова награда за физиологију или медицину, заједно са Алфредом Г. Гилманом 1994.

## Живот и дело
Мартин Родбел је рођен 1. децембра 1925. у Балтимору (Мериленд), САД, где је завршио средњу школу. Године 1943. је започео студије на Универзитету Џонс Хопкинс, али је годину дана касније прекинуо студије и приступио служби у војсци. У Другом светском рату учествовао је као припадник техничке службе Америчке морнарице. Након завршетка рата Родбел је 1946. наставио започете студије и исте завршио 1949.
Године 1950. Родбел је оженио Барбару Ледерман - старију сестру Сузана Ледерман, која је била пријатељица Ане Франк.
Титулу доктора биохемије Родбел је стекао на Универзитету Вашингтон 1954, да би потом две године провео на раду у Универзитету Илиноис. Затим следи наставак рада 1956. у Националном институту за здравље, прво у Бетесди (Мериленд), а затим од 1985. у Чапел Хилу (Северна Каролина), све до одласка у пензију 1994. године.
Преминуо је у Чапел Хилу (Северна Каролина) 7. децембра 1998. године након дуге болести.
Родбел је имао дугу и истакнуту каријеру на истраживачким и вишим руководећим позицијама у Националном институту за здравље. У различитим периодима своје каријере, спроводио је истраживања у:
- Националном институту за срце,
- Националном институту за артритис и метаболичке болести (NIAMD)
- Националном институту за здравствене науке о животној средини (NIEHS), у комеје био научни директор од 1985. до 1989. године.

Године 1994. поделио је Нобелову награду за физиологију или медицину са Алфредом Гилманом, професором и председником Одељења за фармакологију на University of Texas Southwestern Medical Center у Даласу, за њихов рад на Г-протеину, кључној компоненти комуникационог система који регулише ћелијску активност.